# Branson (Colorado)
Pour les articles homonymes, voir Branson.
Branson est une ville américaine située dans le comté de Las Animas dans le Colorado.

## Démographie
| 1930 | 1940 | 1950 | 1960 | 1970 | 1980 |
| ---- | ---- | ---- | ---- | ---- | ---- |
| 237  | 250  | 157  | 124  | 70   | 73   |

| 1990 | 2000 | 2010 | - | - | - |
| ---- | ---- | ---- | - | - | - |
| 58   | 77   | 74   | - | - | - |

Selon le recensement de 2010, Branson compte 74 habitants. La municipalité s'étend sur 0,24 milles carrés (0,62 km2).
La ville est nommée en l'honneur du marchant Al Branson. Elle s'appelait auparavant Wilson's Switch, en référence au propriétaire d'un ranch local.